# Án lệ 12/2017/AL
Án lệ 12/2017/AL về xác định trường hợp đương sự được triệu tập hợp lệ lần thứ nhất sau khi Tòa án đã hoãn phiên tòa là án lệ công bố thứ 12 thuộc lĩnh vực kinh doanh thương mại của Tòa án nhân dân tối cao tại Việt Nam, được Hội đồng Thẩm phán Tòa án nhân dân tối cao thông qua, Chánh án Tối cao Nguyễn Hòa Bình ra quyết định công bố ngày 28 tháng 12 năm 2017 và có hiệu lực cho tòa án các cấp trong cả nước nghiên cứu, áp dụng trong xét xử từ ngày 15 tháng 2 năm 2018. Án lệ 12 dựa trên nguồn là Quyết định giám đốc thẩm số 14 ngày 6 tháng 6 năm 2017 của Hội đồng Thẩm phán Tòa án nhân dân tối cao về vụ án kinh doanh, thương mại tranh chấp về hợp đồng mua bán hàng hoá tại tỉnh Quảng Trị, nội dung án lệ xoay quanh triệu tập hợp lệ, triệu tập hợp lệ lần thứ nhất; đương sự vắng mặt tại phiên tòa; và hoãn phiên tòa.
Trong vụ việc, nguyên đơn là Công ty Q khởi kiện bị đơn là Công ty T về việc yêu cầu bồi thường thiệu hại và phạt vi phạm do không hoàn thành được những vấn đề đã thỏa thuận trong hợp đồng mua bán hàng hóa là giống cây trồng cao su phục vụ lâm nghiệp. Vấn đề được đặt ra là tình tiết diễn biến quá trình thực hiện hợp đồng của cả hai bên, xác định lỗi cụ thể theo thực tế diễn ra. Từ đây, vụ án được chọn làm án lệ để xác định việc triệu tập hợp lệ đương sự tại phiên tòa, theo tố tụng dân sự, đảm bảo quyền và lợi ích hợp pháp của các bên.

## Tóm lược vụ án
Tại tỉnh Quảng Trị, năm 2011, Công ty cổ phần Q (gọi tắt: Công ty Q) và Công ty trách nhiệm hữu hạn T (gọi tắt: Công ty T) ký kết giao dịch dân sự là hai bản hợp đồng mua bán hàng hóa là mặt hàng cây giống cao su theo dạng Stump bầu. Công ty T tạo giống, chăm sóc giống cây cao su tại nước Lào, khu vực biên giới hai nước, hoạt động trong lĩnh vực lâm nghiệp. Bởi mặt hàng được mua bán này là giống cây, sản xuất trong giai đoạn nhất định, nên trong hợp đồng, hai bên thỏa thuận về tình huống xảy ra đối với việc giao hàng, thanh toán trong tương lai. Trong quá trình tiến hành hợp đồng, những vấn đề đã xảy rà là việc Công ty T không hoàn tất việc tạo đủ mặt hàng theo hợp đồng theo thời hạn đặt ra, trong khi Công ty Q gặp một số vấn đề về việc nhận hàng xuyên biên giới trong thời gian thời tiết có biến động. Bên cạnh đó, Công ty T còn vay mượn Công ty Q một số thiết bị và vật tư để phục vụ sản xuất.
Một thời gian sau, khi hợp đồng không thể đạt được như nguyện vọng đặt ra, Công ty Q cho rằng Công ty T đã vi phạm hợp đồng, hai bên không thể thương lượng và hòa giải được, nên Công ty Q đã khởi kiện Công ty T, đệ đơn gửi Tòa án nhân dân tỉnh Quảng Trị, yêu cầu bồi thường thiệt hại và phạt vi phạm hợp đồng, cùng với việc trả lại vật tư đã mượn dưới dạng tiền. Vụ án lần lượt trải qua sơ thẩm, phúc thẩm tại Tòa Phúc thẩm Tòa án nhân dân tối cao tại Đà Nẵng, nhưng đã bị đình chỉ giải quyết, trì hoãn trong một thời gian dài rồi được giám đốc thẩm tại Hội đồng Thẩm phán Tòa án nhân dân tối cao, đưa ra quyết định để quay trở lại với sơ thẩm ban đầu.

## Tranh tụng

### Nguyên đơn

#### Trình bày
Tại đơn khởi kiện, đơn sửa đổi, bổ sung và các lời khai tại Tòa án, nguyên đơn là Công ty Q trình bày: ngày 3 tháng 1 năm 2011, Công ty Q và Công ty T ký kết hợp đồng mua bán cây giống cao su số 011; ngày 23 tháng 2 năm 2011, hai bên tiếp tục ký Hợp đồng số 021 với cùng nội dung. Tổng số lượng cây của hai hợp đồng là 400.000 cây cao su giống bầu hai tầng lá có giá trị 2,8 tỷ Kíp Lào (mỗi hợp đồng 200.000 cây, trị giá 1,4 tỷ Kíp Lào). Sau khi ký hợp đồng, Công ty Q đã tạm ứng cho Công ty T 930 triệu Kíp Lào (tương đương với 2,511 tỷ đồng).
Quá trình thực hiện hợp đồng, Công ty T đề nghị mượn 449.455 cây Stump trần và được Công ty Q chấp nhận, số cây này Công ty Q ký hợp đồng mua của Công ty V với giá 6.500 đồng/cây. Công ty T đã trả cho Công ty Q 40.600 cây, hiện còn nợ 408.855 cây. Đợt một, Công ty T chỉ giao được 79.924 cây sau đó không thực hiện hợp đồng. Công ty Q đã nhiều lần mời Công ty T đến để giải quyết, nhưng Công ty T không đến. Ngày 5 tháng 10 năm 2011, Võ Văn T mới cử con gái là Võ Thị T đến làm việc. Để hạn chế thiệt hại xảy ra, Công ty Q đã tiến hành kiểm kê toàn bộ số lượng cây hiện có. Tính đến ngày 14 tháng 9 năm 2011, tổng cộng có 194.776 cây, nhưng đây chỉ là số lượng kiểm kê chứ không phải số lượng giao nhận. Nếu kết thúc ở thời điểm giao nhận tháng 9 năm 2011 thì số lượng cây giao nhận chỉ đạt 20% trên tổng số tiền là 76% mà Công ty T đã nhận ứng trước của Công ty Q. Do đó, Công ty Q đã thống nhất với Võ Thị T để Công ty Q cử công nhân đến tận dụng và bứng tiếp đợt hai là 117.833 cây, nâng tổng số cây giao nhận lên 197.757 cây Stump, tương ứng tổng trị giá 3.623.897.000 đồng. Ngoài ra, Công ty Q còn cho Công ty T mượn các loại vật tư, phân bón với tổng giá trị là 243.913.211 đồng, nhưng đến nay Công ty T vẫn chưa trả lại.

#### Yêu cầu
Công ty T đã giao cho Công ty Q 163.376 bầu đất gia công, trị giá 39.414.000 Kíp Lào, tương đương 105.629.500 đồng; vườn gỗ nhân trị giá 20.491.200 Kíp Lào, tương đương 54.916.000 đồng và 18.096.000 đồng; tổng cộng là 178.641.500 đồng. Nay Công ty Q yêu cầu Tòa án giải quyết: buộc Công ty T bồi thường thiệt hại do vi phạm nghĩa vụ thực hiện hai hợp đồng nêu trên với tổng số cây giống chưa giao đủ là 202.243 cây (trị giá thành tiền là 3.706.102.975 đồng). Theo hợp đồng hai bên đã có thỏa thuận nếu vi phạm còn phải chịu phạt gấp năm lần giá trị số cây chưa giao đủ là 18.530.514.875 đồng; trả 408.855 cây giống Stump trần đã mượn của Công ty Q, trị giá thành tiền là 2.657.557.500 đồng; trả các loại vật tư đã mượn của Công ty Q bao gồm: túi bầu PE (18 x 40) 5.170 kg, phân Kali 500 kg, phân DAP 1.000 kg, phân lân 2.800 kg với tổng trị giá 91.212.392 Kíp Lào, tương đương 243.913.211 đồng.
Tại phiên tòa, Công ty Q chỉ yêu cầu phạt vi phạm hợp đồng 8% đối với giá trị số cây chưa giao đủ là 296.488.000 đồng. Tổng cộng Công ty T phải trả cho Công ty Q 3.088.822.500 đồng. Sau khi đối trừ số tiền Công ty Q phải thanh toán cho Công ty T là 1.367.934.000 đồng thì Công ty T còn phải trả cho Công ty Q số tiền là 1.720.888.500 đồng.

### Bị đơn

#### Trình bày
Bị đơn là Công ty T trình bày rằng: xác nhận nội dung hợp đồng như Công ty Q đã trình bày. Công ty T đã thực hiện đúng hợp đồng, nhưng khi đến thời hạn giao cây thì Công ty Q trì hoãn không nhận cây với lý do chưa đủ công nhân, chưa có phương tiện vận chuyển cây đi. Đại diện của Công ty Q cho biết do kế hoạch trồng cây cao su của công ty tại thời điểm đó so với năm trước đã bị cắt giảm diện tích trồng nên không biết nhận cây xong sẽ trồng ở đâu. Do đó, đến ngày 19 tháng 7 năm 2011, Công ty Q mới chịu nhận đợt một là 79.924 cây và đến ngày 21 tháng 9 năm 2011 mới vận chuyển hết số cây nói trên. Công ty T đã nhiều lần yêu cầu Công ty Q nhận số cây còn lại nhưng Công ty Q không đến nhận. Đến đầu tháng 9 năm 2011, Công ty Q hẹn Công ty T vào ngày 14 tháng 9 năm 2011 sẽ cử nhân viên kỹ thuật đến kiểm tra số cây còn lại, nếu sử dụng được thì đếm nhận và xin để nhờ tại vườn ươm của Công ty T, đến khi nào có kế hoạch sẽ trồng. Số cây mà Công ty Q đếm vào ngày 14 tháng 9 năm 2011 là 194.766 cây, cộng với số cây nhận đợt một là 79.924 cây, tổng cộng Công ty Q đã nhận 274.690 cây. Số cây quá thời hạn mà Công ty Q không nhận dẫn đến bị chết là 125.310 cây. Như vậy, đối với số lượng 400.000 cây của hai hợp đồng thì Công ty T đã cung cấp đủ. Lỗi không nhận cây dẫn đến số cây bị chết là do Công ty Q. Nghĩa vụ thực hiện việc giao cây từ hai hợp đồng đã được Công ty T thực hiện xong. Số tiền còn lại từ hai hợp đồng, Công ty T đã nhiều lần yêu cầu thanh toán nhưng Công ty Q không chịu trả.

#### Yêu cầu phản tố
Công ty Q đã ứng tiền cho Công ty T theo hai hợp đồng là 930 triệu Kíp Lào, tương ứng với 2,511 tỷ đồng. Số phân bón, vật tư mà Công ty Q cho Công ty T mượn là 91.212.392 Kíp Lào. Tổng cộng số tiền Công ty T phải trả cho Công ty Q là 1.021.212.392 Kíp Lào, tương đương 2.757.273.454 đồng. Tổng giá trị của hai hợp đồng mà Công ty T đã thực hiện xong là 2,8 tỷ Kíp Lào. Công ty Q đã nhận vườn gỗ nhân của Công ty T trị giá 20.491.200 Kíp Lào và 18.096.000 đồng. Túi bầu PE mà Công ty Q đã nhận của Công ty T đợt một là 32.865.000 Kíp Lào, đợt hai là 7.875.000 Kíp Lào, tiền gia công vào đất bầu là 39.406.291 Kíp Lào. Như vậy, tổng số tiền mà Công ty Q phải có nghĩa vụ trả cho Công ty T là 2.900.637.491 Kíp Lào tương đương 7.831.721.225 đồng. Sau khi đối trừ nghĩa vụ của các bên, Công ty T phản tố yêu cầu Công ty Q phải thanh toán số tiền 1.879.425.009 Kíp Lào (tương đương 5.074.447.767 đồng) và 18.096.000 đồng. Tổng cộng là 5.092.543.767 đồng.
Tại phiên tòa, Công ty T chỉ yêu cầu thanh toán các khoản sau: giá trị 400.000 cây giống đã thực hiện theo hợp đồng là 1,87 tỷ Kíp Lào (sau khi đã trừ số tiền Công ty Q ứng là 930 triệu Kíp Lào), tương đương 4.895.288.000 đồng; giá trị vườn gỗ nhân là 20.491.200 Kíp Lào, tương đương 53.642.000 đồng và 18.096.000 đồng; giá trị 163.376 bầu đất là 39.414.000 Kíp Lào, tương đương 103.158.000 đồng. Tổng cộng Công ty T yêu cầu Công ty Q phải thanh toán là 4.967.026.000 đồng. Đối với 449.455 cây Công ty T mượn của Công ty Q, đã trả 40.600 cây, còn lại 408.855 cây, Công ty T đồng ý trả bằng hiện vật, không chấp nhận trả bằng tiền.

## Xét xử

### Sơ thẩm
Ngày 4 tháng 9 năm 2013, phiên sơ thẩm diễn ra tại trụ sở tòa ở số 60 đường Đại Cồ Việt, phường Đông Lương, thành phố Đông Hà, Tòa án nhân dân tỉnh Quảng Trị quyết định áp dụng Luật Thương mại 2005, căn cứ vào tình tiết về giao dịch dân sự, địa điểm thanh toán, thời hạn thanh toán, nhận hàng trong thực tế của các bên, áp dụng Bộ luật Tố tụng dân sự 2004 chỉnh sửa, bổ sung năm 2011, tuyên: chấp nhận yêu cầu khởi kiện của nguyên đơn, buộc bị đơn Công ty T phải thanh toán cho nguyên đơn Công ty Q số tiền 1.720.888.500 đồng. Không chấp nhận yêu cầu phản tố của bị đơn đối với số tiền 3.602.837.000 đồng. Tòa án cấp sơ thẩm còn quyết định về án phí và quyền kháng cáo của các đương sự.

### Phúc thẩm
Ngày 4 tháng 9 năm 2013, Công ty T có đơn kháng cáo toàn bộ bản án sơ thẩm. Ngày 1 tháng 10 năm 2013, Viện trưởng Viện kiểm sát nhân dân tỉnh Quảng Trị có quyết định kháng nghị bản án kinh doanh, thương mại sơ thẩm của Tòa án nhân dân tỉnh Quảng Trị.
Ngày 26 tháng 2 năm 2014, phiên phúc thẩm diễn ra tại trụ sở tòa ở số 372 đường Núi Thành, phường Hoà Cường Bắc, Hải Châu, Đà Nẵng, Tòa Phúc thẩm Tòa án nhân dân tối cao tại Đà Nẵng quyết định: đình chỉ xét xử phúc thẩm đối với kháng cáo của bị đơn Công ty T. Không chấp nhận kháng nghị của Viện trưởng Viện kiểm sát nhân dân tỉnh Quảng Trị. Giữ nguyên bản án sơ thẩm.

### Kháng nghị
Sau khi xét xử phúc thẩm, Công ty T có đơn đề nghị giám đốc thẩm đối với bản án kinh doanh thương mại phúc thẩm nêu trên. Ngày 24 tháng 2 năm 2017, Chánh án Tòa án nhân dân tối cao Nguyễn Hòa Bình kháng nghị bản án kinh doanh, thương mại phúc thẩm của Tòa Phúc thẩm Tòa án nhân dân tối cao tại Đà Nẵng, đề nghị Hội đồng Thẩm phán Tòa án nhân dân tối cao hủy bản án kinh doanh, thương mại phúc thẩm nêu trên và bản án kinh doanh, thương mại sơ thẩm năm 2013 của Tòa án nhân dân tỉnh Quảng Trị; giao hồ sơ vụ án cho Tòa án nhân dân tỉnh Quảng Trị xét xử lại theo thủ tục sơ thẩm đúng quy định của pháp luật.

## Giám đốc thẩm
Ngày 6 tháng 6 năm 2017, với yêu cầu kháng nghị của Chánh án Tối cao và sự nhất trí của Viện Kiểm sát, Hội đồng Thẩm phán tối cao đã mở phiên xét xử giám đốc thẩm tại trụ sở tòa ở số 48 đường Lý Thường Kiệt, phường Trần Hưng Đạo, quận Hoàn Kiếm, Hà Nội. Tại phiên tòa giám đốc thẩm, đại diện Viện kiểm sát nhân dân tối cao đề nghị Hội đồng Thẩm phán Tòa án nhân dân tối cao chấp nhận kháng nghị của Chánh án Tòa án nhân dân tối cao huỷ bản án phúc thẩm nêu trên và hủy bản án dân sự sơ thẩm nêu trên.

### Nhận định của Tòa án

#### Tình tiết
Nhận định của Hội đồng Thẩm phán Tòa án nhân dân tối cao, Quyết định 14/2017/KDTM-GĐT.
Theo hợp đồng mua bán cây giống cao su 011, các bên thỏa thuận chậm nhất đến ngày 31 tháng 7 năm 2011, Công ty T phải giao đủ số lượng 200.000 cây đạt tiêu chuẩn chất lượng cho Công ty Q. Tại biên bản làm việc ngày 15 tháng 7 năm 2011 giữa Hồ Duy L là nhân viên Phòng Kỹ thuật nông nghiệp Công ty Q và Võ Thị T đại diện Công ty T về việc tiến hành kiểm tra và đánh giá chất lượng cây giống tại bãi tập kết đến hết ngày 15 tháng 7 năm 2011 ghi nhận kết quả: Stump bầu tầng lá chuyển ra bãi 15.550 bầu; Stump bầu tầng lá chuyển ra bãi đạt từ hai, ba tầng lá trở lên; tầng lá ổn định, chất lượng Stump bầu tầng lá tốt. Từ ngày 15 tháng 7 đến ngày 31 tháng 7 năm 2011 (ngày cuối cùng thực hiện việc giao nhận cây theo hợp đồng), hai bên không giao nhận cây và cũng không có văn bản thỏa thuận gia hạn hay kéo dài thời hạn giao nhận cây. Công ty Q cho rằng ngày 15 tháng 7 năm 2011, Công ty T mới có 15.550 cây đạt chất lượng thì đến ngày 31 tháng 7 không thể có đủ 400.000 cây để giao nên đã vi phạm hợp đồng, còn Công ty T cho rằng cho đến hết ngày 31 tháng 7 năm 2011 thì Công ty Q mới chỉ nhận 3.268 cây (dù Công ty T đã có 15.550 cây để giao), nên Công ty Q đã vi phạm hợp đồng.
Tại phiên tòa phúc thẩm, Công ty Q giải thích lý do: đến ngày 31 tháng 7 năm 2011, Công ty Q không lập biên bản về việc giao nhận cây và đến tháng 9 năm 2011 lại tiếp tục thực hiện hợp đồng nhận cây vì Công ty Q đã kiểm tra nhưng Công ty T chỉ giao được hơn 79.000 cây. Số cây còn lại không đủ tiêu chuẩn theo hợp đồng để giao nên Công ty Q đã đồng ý cho kéo dài thời gian giao nhận cây để trừ nợ và cho phép Công ty T tiếp tục chăm sóc cây để đủ điều kiện giao cây. Đồng thời, ông H (Trưởng Phòng Kỹ thuật nông nghiệp Công ty Q là người làm chứng) đã giải thích lý do đến ngày 31 tháng 7 năm 2011, Công ty Q chỉ nhận 3.000 cây là do Công ty Q chỉ có ba xe ô tô (hao xe Kazma và một xe Isuzu), thời điểm này ở Lào mưa, đường xá lầy lội, bà T có điện thoại lên Công ty Q bảo lấy cây nhưng do khó khăn nên Công ty Q không lấy kịp.

#### Xác định lỗi
Với diễn biến sự việc như trên, có thể xác định hai bên đã ký hợp đồng quy định thời gian giao nhận cây từ ngày 30 tháng 6 đến ngày 31 tháng 7 năm 2011 với số lượng 200.000 cây (tổng phải giao theo hai hợp đồng là 400.000 cây). Mặc dù đến ngày 15 tháng 7 năm 2011, Công ty T đã có 15.500 cây để giao, nhưng Công ty Q chỉ nhận 3.200 cây do trời mưa, đường xá lầy lội và chỉ có ba xe vận chuyển. Tuy không thể hiện bằng văn bản, nhưng cho đến ngày 5 tháng 10 năm 2011 thì Công ty Q đã chấp nhận kéo dài thời gian giao nhận cây và tiếp tục cam kết sẽ nhận hết cây trong vòng 12 ngày. Tính đến ngày 21 tháng 9 năm 2011, Công ty Q đã nhận 79.924 cây và đến ngày 24 tháng 10 năm 2011, hai bên vẫn tiến hành giao nhận cây (theo biên bản giao nhận cây giống ngày 24 tháng 10 năm 2011, trong đó xác định từ ngày 6 tháng 10 đến ngày 24 tháng 10 năm 2011 đã tiến hành giao nhận 83.867 cây giống PB260 chủng loại bầu hai tầng lá, chất lượng cây giống tốt). Do đó, có căn cứ xác định cả hai bên Công ty T và Công ty Q đều có lỗi trong việc giao cây và nhận cây. Tòa án cấp sơ thẩm và Tòa án cấp phúc thẩm xác định lỗi hoàn toàn của Công ty T và áp dụng mức phạt cao nhất theo Luật Thương mại 2005 đối với Công ty T là không phù hợp; cần phải xác định lại mức độ lỗi của các bên để quyết định mức phạt cho đúng.
Về số cây mượn: hồ sơ vụ án thể hiện hai bên không có văn bản về việc mượn cây, nhưng cả hai bên đều xác nhận Công ty Q cho Công ty T mượn 449.455 cây, Công ty T đã trả 40.600 cây, còn nợ 408.855 cây. Công ty T cho rằng đã có đủ cây để trả và đồng ý trả bằng cây, không chấp nhận quy đổi trả bằng tiền. Còn Công ty Q cho rằng do Công ty T không có khả năng trả bằng cây nên yêu cầu trả bằng tiền. Căn cứ Bộ luật Dân sự 2005 về hợp đồng vay tài sản, hợp đồng mượn tài sản đều quy định về nghĩa vụ trả nợ là bên vay (mượn) phải hoàn trả cho bên cho vay (cho mượn) tài sản cùng loại, nhưng Tòa án cấp sơ thẩm và Tòa án cấp phúc thẩm chưa xem xét việc Công ty T có đủ khả năng trả cây cùng loại hay không là không phù hợp quy định của pháp luật. Nếu Công ty T không đủ khả năng để trả bằng cây cùng loại thì mới buộc trả bằng tiền.

### Quyết định
Từ nhận định này, Hội đồng Thẩm phán Tòa án nhân dân tối cao ra quyết định: chấp nhận kháng nghị giám đốc thẩm của Chánh án Tòa án nhân dân tối cao đối với bản án kinh doanh, thương mại phúc thẩm năm 2014 của Tòa Phúc thẩm Tòa án nhân dân tối cao tại Đà Nẵng về vụ án kinh doanh, thương mại tranh chấp về hợp đồng mua bán hàng hóa giữa nguyên đơn là Công ty Q với bị đơn là Công ty T. Tuyên hủy bản án kinh doanh, thương mại phúc thẩm nêu trên và bản án kinh doanh, thương mại sơ thẩm của Tòa án nhân dân tỉnh Quảng Trị. Giao hồ sơ vụ án cho Tòa án nhân dân tỉnh Quảng Trị để xét xử lại theo thủ tục sơ thẩm đúng quy định của pháp luật.